# Міжнародний рік фундаментальних наук для сталого розвитку
Міжнародний рік фундаментальних наук для сталого розвитку був проголошений на 76-й сесії Генеральної Асамблеї ООН 2 грудня 2021 року на 2022 рік, Таким чином, підкреслюючи, що застосування фундаментальних наук є життєво необхідним для прогресу медицини, промисловості, сільського господарства, водних ресурсів, енергетичного планування, навколишнього середовища, комунікації та культури. і що фундаментальні науки розривають технології, що відповідають потребам людства, забезпечуючи доступ до інформації та підвищуючи добробут суспільства та сприяючи миру шляхом покращення співпраці в напрямку досягнення цілей сталого розвитку (Sustainable Development Goals, SDGs).

## Історія
Міжнародний союз чистої та прикладної фізики (The International Union of Pure and Applied Physics, IUPAP) і 28 інших наукових союзів та організацій утворили Керівний комітет під головуванням Michel Spiro і віце-голови Jean Trần Thanh Vân, метою якого з 2017 року було сприяти проголошенню Генеральною Асамблеєю ООН 2022 року Міжнародним роком фундаментальної науки для сталого розвитку.
Понад 80 інших організацій, серед яких багато національних наукових академій та їхні мережі, також підтримували ініціативу.
Планувалось, що ЮНЕСКО виступатиме провідною агенцією та координатора року, а програма року буде розроблена у співпраці з іншими відповідними структурами системи Організації Об'єднаних Націй, IUPAP, CERN та їх асоційованими організаціями і федераціями по всьому світу.